# Битва під Фокшанами (1789)
Битва під Фокшанами — битва під час Російсько-турецької війни (1787—1792), в якій об'єднані російсько-австрійські сили завдали поразки турецьким військам.

## Передумови
Габсбурзька монархія, союзник Росії, направила корпус (12 000 чоловік) під командуванням фельдмаршала принца Фрідріха Кобурга, який розташовувався вздовж річки Серет, на допомогу дивізії (7 000 чоловік) під командуванням Суворова, яка розташовувалась між річками Прут і Серет.

## Хід битви
Турецька армія (30 000 чоловік) під командуванням Османа-паші, зосереджена в районі Браїлова, розташовувалась у двох пунктах — біля переправи через річку Путна (13 км на північ від Фокшан) та в укріпленому таборі біля Фокшан. Намагаючись розбити своїх противників по черзі, турецьке командування в середині липня почало висувати армію на північ, щоб завдати першого удару по австрійській армії, яка розташовувалась поблизу Аджуда. Фрідріх Кобург звернувся по допомогу до Суворова. Залишивши декілька кавалерійських та піхотних підрозділів біля Бирлада, Суворов головними силами здійснив форсований перехід (60 км за 28 годин) і увечері 28 липня прибув до Аджуда. Він запропонував скористатись розділеністю турецьких військ, розгромити їх та взяти укріплений табір. Фрідріх Кобург погодився з планом Суворова.
Ранком 30 липня російсько-австрійський загін перейшов у наступ. 31 липня він відкинув авангард турецького корпуса за річку Путна, переправився через неї та 1 серпня атакував корпус Османа-паші в такому порядку: піхота — в дві лінії батальйонних каре, кіннота — позаду них у розгорнутому строю. Після короткої артилерійської підготовки російсько-австрійські війська стрімко атакували турецький табір і після запеклого бою здобули його. Турки, переслідувані кіннотою, кинулись тікати, проте частина їх, засівши у монастирі, й далі чинила опір. За 2 години російсько-австрійські війська штурмом здобули монастир.
Внаслідок битви Осман-паша втратив майже 1 600 вояків і 12 гармат, російсько-австрійські війська — до 400 чоловік. Задум турків роз'єднати союзні армії та розбити їх поодинці провалився.